# Brandi Chastain

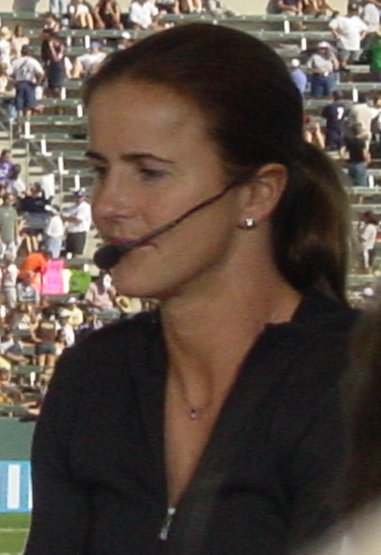
Brandi Chastain

Brandi Denise Chastain (San José (Californië), 21 juli 1968) is een Amerikaans voormalig voetbalspeelster. Ze speelde in het nationale team van de VS van 1991 tot 2004.

## Vroege carrière
Ze ging naar de Archbishop Mitty High School in San José, Californië en hielp het team drie keer kampioen worden van Californië. In 1986 won Chastain de Soccer America Freshmen Player of the Year op de Universiteit van Californië, Berkeley. Kort daarna onderging ze een reconstructieve operatie aan haar beide knieën wat haar het meeste van de 1987 en 1988 seizoenen kostte. Ze verhuisde naar de Santa Clara University en leidde het team naar twee Final Four NCAA-deelnames voordat ze afstudeerde in 1991.
Chastain debuteerde voor het nationale team op 18 april 1991 tegen Mexico. Ze viel in als aanvaller in een kwalificatiewedstrijd voor de eerste Wereldkampioenschap voetbal vrouwen in 1991 waarin ze vijf opeenvolgende doelpunten scoorde in een met 12-0 gewonnen wedstrijd. Team USA wist daarna het WK te winnen.
Haar carrière stagneerde na dat eerste WK. Pas na haar omschakeling tot verdediger werd ze in 1996 weer opgeroepen voor het nationale team en nam ze deel aan de Olympische Spelen in Atlanta waar ze een gouden medaille won. Ze speelde elke minuut van iedere wedstrijd, ondanks een serieuze knieblessure die ze opliep tijdens de halve finale tegen Noorwegen.
Ze kwam 106 keer uit voor de VS waarvan 89 als verdediger. Haar laatste wedstrijd voor het nationale team speelde ze op 6 december 2004.

## Professionele carrière
In 1993 speelde ze een seizoen bij Skiroki Serena in Japan waar ze de enige buitenlander was die in het elftal van het jaar werd gekozen. Chastain speelde voor Sacramento Storm en van 2001 tot 2003 voor de San José CyberRays in de WUSA.
Chastain werd op 8 juni 2006 moeder van zoon Jaden Chastain Smith, die ze kreeg met haar echtgenoot Jerry Smith, trainer van het vrouwenteam van de Santa Clara-universiteit.
- Gemeinsame Normdatei: 173868002
- International Standard Name Identifier: 0000 0000 5412 6785
- Library of Congress Control Number: no2004117761
- Virtual International Authority File: 7112901
- WorldCat: E39PBJhddxGJ66yhbPJHpPhvHC